# Tonight the Stars Revolt!
Tonight the Stars Revolt! è il secondo album in studio del gruppo musicale statunitense Powerman 5000, pubblicato il 20 luglio 1999 dalla DreamWorks Records.
Ha venduto oltre un milione di copie diventando l'album di maggior successo del gruppo, da cui vennero estratti i singoli When Worlds Collide, l'omonimo Tonight the Stars Revolt!, Nobody's Real, e Supernova Goes Pop.

## Tracce
1. An Eye Is Upon You – 0:51
2. Supernova Goes Pop – 3:14
3. When Worlds Collide – 2:57
4. Nobody's Real – 2:54
5. System 11:11 – 0:47
6. Tonight the Stars Revolt! – 2:42
7. Automatic – 3:22
8. The Son of X-51 – 2:58
9. Operate, Annihilate – 3:48
10. Blast Off to Nowhere – 3:45
11. They Know Who You Are – 2:33
12. Good Times Roll – 3:59
13. Watch the Sky for Me – 5:19

## Formazione
Gruppo
- Spider One - voce
- Adam 12 - chitarra
- M.33 - chitarra
- Dorian 27 - basso
- Al 3 - batteria

Altri musicisti
- Rob Zombie - voce (traccia 10)

## Classifiche

### Classifiche settimanali
| Classifica (1999) | Posizione massima |
| ----------------- | ----------------- |
| Stati Uniti       | 29                |

### Classifiche di fine anno
| Classifica (2000) | Posizione |
| ----------------- | --------- |
| Stati Uniti       | 187       |